# ニンハイ県
ニンハイ県（ニンハイけん、ベトナム語：Huyện Ninh Hải / 縣寧海?）は、ベトナム社会主義共和国ニントゥアン省の県。面積は253.58 km²、人口は93,715人（2017年）である。

## 行政区画
1市鎮8社から構成される。